# Волденський ставок
Волденський ставок (англ. Walden Pond) — ставок розташований поруч з містом Конкорд, штат Массачусетс, США. Максимальна глибина ставка становить 31 м, а площа — 0,27 км². Котловина водойми утворилася 10-12 тис. років тому в ході відступу льодовиків на північ. На березі ставка в 1845-1847 роках жив відомий американський письменник, мислитель, натураліст і громадський діяч Генрі Девід Торо.
Торо перейнявся трансценденталістськими ідеями Ральфа Волдо Емерсона і вирішив поставити експеримент по ізоляції від суспільства і зосереджені на самому собі і своїх потребах. Девід Торо самостійно побудував хатину і забезпечував себе всім необхідним. Пізніше в 1854 році свої враження письменник опублікував в книзі «Волден, або Життя в лісі».
Сьогодні ставок перебуває під охороною штату, тут створена заповідна зона. Окрім того, Волденський ставок є популярним місцем для купання влітку, катання на човнах, піших прогулянок, пікніків та риболовлі. Копія кабіни Торо доступна для перегляду. 